# Michał Zieliński (ekonomista)
Michał Zieliński (ur. 20 listopada 1949, zm. 2 maja 2016 w Lublinie) – polski ekonomista, nauczyciel akademicki, dziennikarz i publicysta.

## Życiorys
Syn Mikołaja i Marii. Był nauczycielem akademickim Uniwersytetu Marii Curie-Skłodowskiej w Lublinie. Stopień doktora nauk ekonomicznych uzyskał w 1977 na Wydziale Ekonomicznym UMCS za pracę pt. Analiza przestrzennych dysproporcji stopy życiowej ludności Polski w latach 1955–1974 (promotor: Wacław Grzybowski). W okresie PRL związany był z opozycją demokratyczną, w 1980 wspótworzył uczelniany komitet założycielski NSZZ „Solidarność”, a następnie działał w komisji zakładowej. Związany był między innymi z TVP3 Lublin. Był autorem i prowadzącym licznych programów o tematyce ekonomicznej, historycznej i politycznej w tym  „Taśmy z dawnych lat”, „Grosz”, „Parlamentarne debaty”, „Temat dnia” czy  „Tygiel Polityczny”. Współpracował również jako felietonista z „Gazetą Wyborczą”, „Rzeczpospolitą”, „Tygodnikiem Powszechnym” i „Wprost”. Był inicjatorem Nagrody „Złamanego Grosza“ za najgorszy pomysł gospodarczy i ekonomiczny.
W 1996 otrzymał Nagrodę Kisiela, w 2004 Nagrodę im. Eugeniusza Kwiatkowskiego zaś w 2013 Nagrodę Prezydenta Lublina. 
Zmarł 2 maja 2016 i został pochowany na Cmentarzu przy ul. Lipowej w Lublinie.

## Wybrana bibliografia autorska
- Minimum socjalne studenta (1978–1983), Państwowe Wydawnictwo Naukowe, 1984 ISBN 83-01-05940-0
- Proletariusze wszystkich krajów przepraszam: komuna w dowcipie, Res Publica, Warszawa 1991 ISBN 83-7046-033-X
- Warunki życia studentów Lublina w świetle badań budżetów: komunikat z badań, Państwowe Wydawnictwo Naukowe, Warszawa 1982 ISBN 83-01-04698-8